# Песков, Кирилл Александрович
Кирилл Александрович Песко́в (род. 1 мая 1990) — российский космонавт-испытатель отряда ФГБУ «НИИ ЦПК имени Ю. А. Гагарина». 135-й космонавт СССР/России (137-й гражданин СССР/России в космосе). До поступления в отряд космонавтов работал вторым пилотом Боинг-757/767 авиакомпании «Икар».
15 марта 2025 года в 02 часа 03 минуты 48 секунды по московскому времени стартовал в составе экипажа миссии SpaceX Crew-10 на американском частном многоразовом космическом корабле Crew Dragon «Эндьюранс» компании SpaceX к Международной космической станции.

## Ранние годы, учёба и работа
Кирилл Песков родился 1 мая 1990 года в городе Кызыле Тувинской АССР.
В 2007 году окончил школу № 14 города Назарово Красноярского края. После окончания школы поступил в Ульяновское высшее авиационное училище гражданской авиации (специальность «Летная эксплуатация воздушных судов»), которое окончил 27 июня 2012 года, с присвоением квалификации «инженер» и воинского звания «лейтенант запаса».
С сентября 2012 по июль 2013 года работал вторым пилотом самолёта Боинг-757 авиакомпании Nordwind Airlines, аэропорт «Шереметьево», Московская область.
С июля 2013 года и до зачисления кандидатом в космонавты работал вторым пилотом самолётов Боинг-757/767 авиакомпании «Икар», аэропорт «Красноярск», Красноярский край.

## Космическая подготовка
14 марта 2017 года Кирилл Песков подал заявление на участие в начавшемся очередном наборе в отряд космонавтов ФГБУ «НИИ ЦПК имени Ю. А. Гагарина». 23 апреля 2018 года получил допуск Главной медицинской комиссии. 9 августа 2018 года его кандидатура была рассмотрена на заседании конкурсной комиссии, 10 августа 2018 года по результатам заседания межведомственной комиссии (МВК) был назван кандидатом в космонавты.
1 октября 2018 года начал прохождение курса общекосмической подготовки в ЦПК имени Ю. А. Гагарина.
С 30 января по 1 февраля 2019 года в составе условного экипажа вместе с Алексеем Зубрицким и Евгением Прокопьевым принял участие в тренировках по действиям после посадки в лесисто-болотистой местности зимой («зимнее выживание»).
С 26 по 30 августа в составе группы кандидатов в космонавты прошёл водолазную подготовку в Ногинском спасательном центре МЧС России. 30 августа 2019 года успешно сдал экзамен, и ему была присвоена квалификация «водолаз».
В октябре 2019 года в составе условного экипажа вместе с Константином Борисовым и Александром Горбуновым прошёл полный цикл «водного выживания» («сухая», «длинная» и «короткая» тренировки) на базе Универсального морского терминала «Имеретинский» на Чёрном море в Адлерском районе города Сочи.
25 ноября 2020 года сдал государственный экзамен по итогам окончания курса общекосмической подготовки.
2 декабря 2020 года решением Межведомственной квалификационной комиссии (МВКК) по итогам заседания в ЦПК имени Ю. А. Гагарина ему была присвоена квалификация космонавта-испытателя.
7 июля 2021 года в составе условного экипажа вместе с Олегом Платоновым и Константином Борисовым участвовал в двухдневной тренировке по отработке действий после приземления космического аппарата в условиях пустыни.
В мае 2023 года на сайте ЦПК имени Ю. А. Гагарина появилась информация, что Кирилл Песков проходит подготовку в качестве бортинженера дублирующего экипажа космической экспедиции МКС-72 и основного экипажа МКС-73.

## Полёт
15 марта 2025 года в 02 часа 03 минуты 48 секунды по московскому времени стартовал к Международной космической станции на космическом корабле Crew Dragon «Эндьюранс» в качестве специалиста полёта миссии SpaceX Crew-10 и участника экспедиции МКС-73 вместе с астронавтами НАСА Энн Макклейн, Николь Айерс и астронавтом JAXA Такуя Ониши.
16 марта в 06:30 мск экипаж корабля планирует пристыковаться к модулю «Гармония» американского сегмента Международной космической станции.
Статистика
| # | Стартовый корабль                  | Старт, UTC        | Экспедиция             | Корабль посадки       | Посадка, UTC | Налёт | Выходы в открытый космос | Время в открытом космосе |
| - | ---------------------------------- | ----------------- | ---------------------- | --------------------- | ------------ | ----- | ------------------------ | ------------------------ |
| 1 | Dragon «Эндьюранс», SpaceX Crew-10 | 14.03.2025, 23:03 | SpaceX Crew-10, МКС-73 | Dragon SpaceX Crew-10 | в полёте     |       | 0                        | 0                        |

## Награды
- юбилейная медаль «100 лет гражданской авиации России» (2023)

## Семья
Кирилл Песков женат.